# Bockenkrieg
Der Bockenkrieg war eine Revolte, die 1804 auf der Zürcher Landschaft stattfand. Das erste,  zwischen der aufständischen Landbevölkerung und eidgenössischen Truppen unter Führung der Stadt Zürich ausgetragene und für die Aufrührer siegreiche Gefecht fand in der Gegend von Horgen beim Landgut Bocken statt, weshalb der Konflikt später den Namen «Bockenkrieg» erhielt.

## Ausgangssituation
Nachdem die Stadt Zürich ihre beherrschende Rolle über die umgebende Landschaft in der Helvetik weitgehend verloren hatte, wollte sie ihre Ansprüche begründet auf die Mediationsverfassung erneut durchsetzen. Die Zürcher Kantonsregierung (Kleiner Rat), in dem die Stadtzürcher Bürger die Mehrheit besassen, schränkte die Gemeindefreiheit stark ein, Pfarrer und Lehrer sollten vom Kleinen Rat und nicht von der Gemeinde gewählt werden, die Gewerbefreiheit wurde beschnitten, für die Landschaft sollte eine andere Schulordnung gelten als für die Stadt, und überdies berechnete er die Loskaufsumme des Zehnten höher als in anderen Kantonen. Das Fass um Überlaufen brachte der am 4. Dezember 1803 vom Kleinen Rat beschlossene Huldigungseid, der auf die neue Verfassung und «alle gegenwärtigen und zukünftigen Gesetze» zu leisten war. In 47 von 192 Gemeinden wurde die Eidesleistung verweigert, wobei es zu Gewaltakten kam.

## Verlauf
Der Brandanschlag auf das Vogteischloss Wädenswil am 24. März 1804 war die erste Kriegshandlung der Aufständischen. Am 26. März versammelten sich etwa 500 Mann, die durch einen Zug nach Zürich die Rücknahme der neuen Gesetze erreichen wollen. Hans Jakob Willi aus Horgen schlug sein Hauptquartier in der Tanne bei Schönenberg auf. Am 28. März führte Oberst Ziegler 1000 Mann eidgenössischer Truppen und drei stadteigene Kriegsschiffe von der Stadt Zürich her gegen die Rebellen. Der Dorfkern von Horgen wurde daraufhin vom See her beschossen. 
Nach Gefechten bei Oberrieden, Wädenswil und bei der Hanegg in Horgen zogen sich die Truppen unter Ziegler zum Wirtshaus zur Bocken zurück. Die Rebellen stürmten das Wirtshaus, wobei Willi verletzt wurde und den Kampf aufgeben musste. Die eidgenössischen Truppen unterlagen und zogen sich nach Zürich zurück. Die Aufständischen verfolgten die abziehenden Truppen nicht und der Aufstand brach nun sehr schnell zusammen.

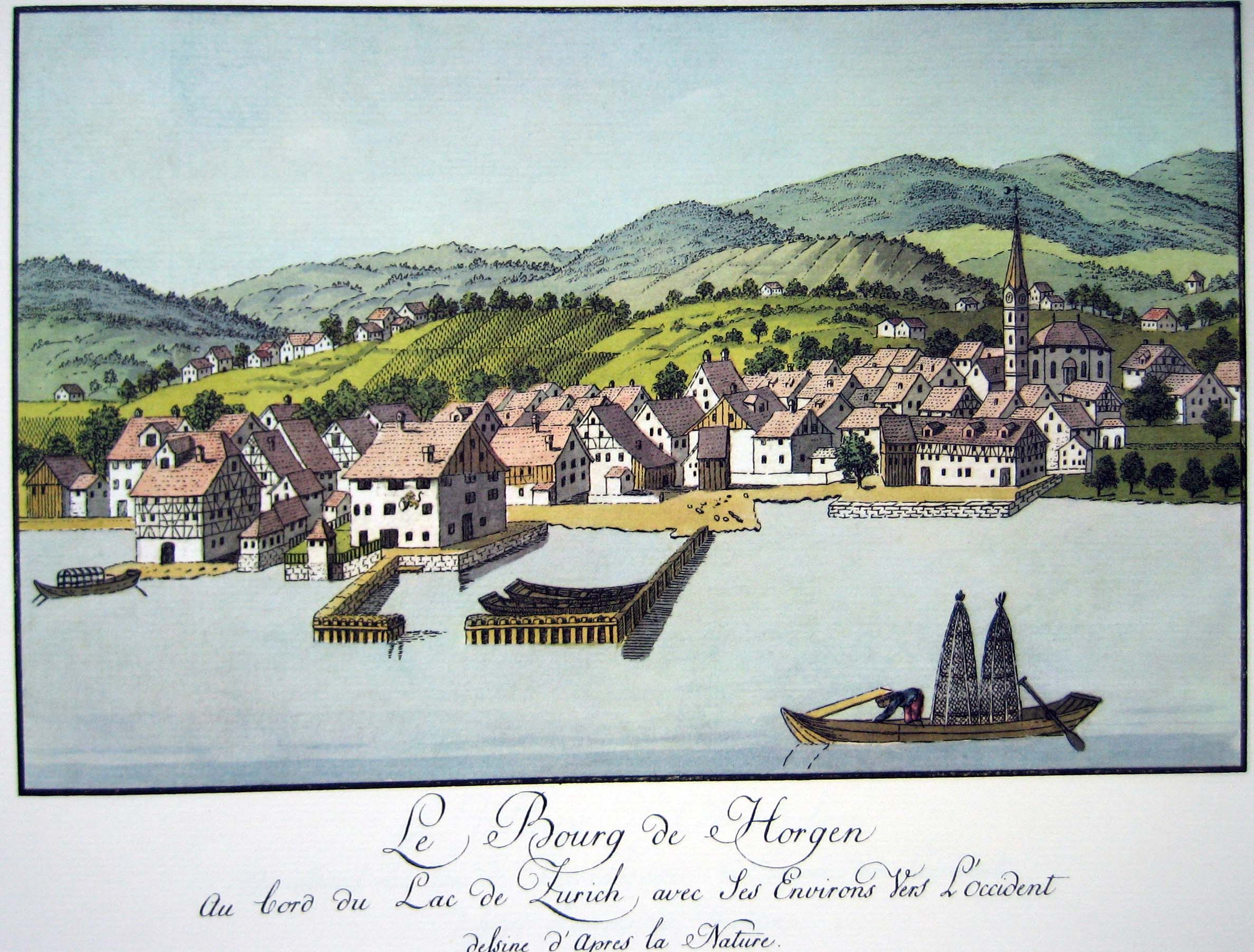
Horgen als Zentrum des Aufstandes, 1794 auf einem Stich von Heinrich Brupbacher
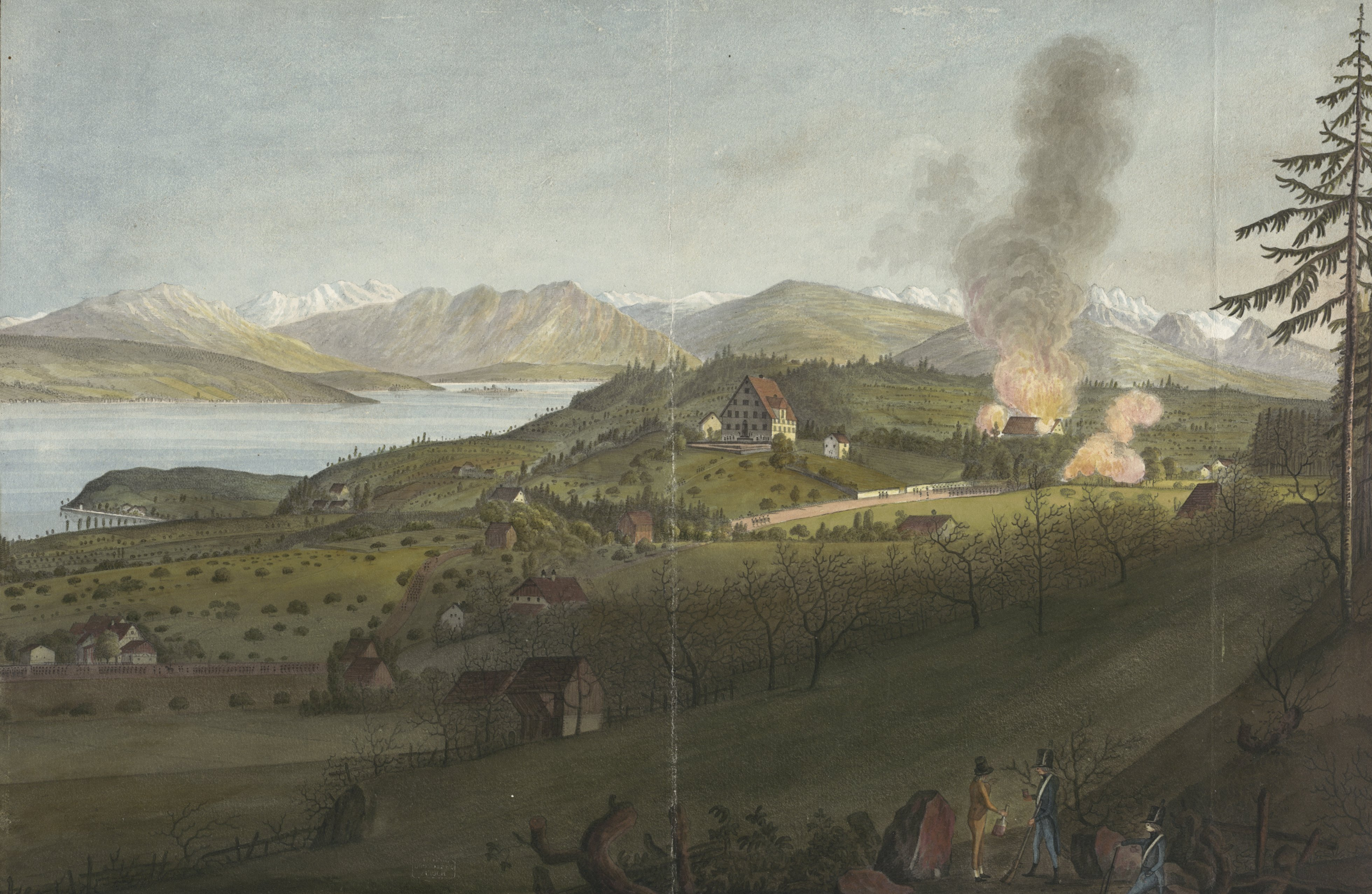
Landsitz Bocken nach dem Gefecht um das Landhaus während des Bockenkrieges am 28. März 1804;  von Johann Jakob Aschmann, 1747–1809
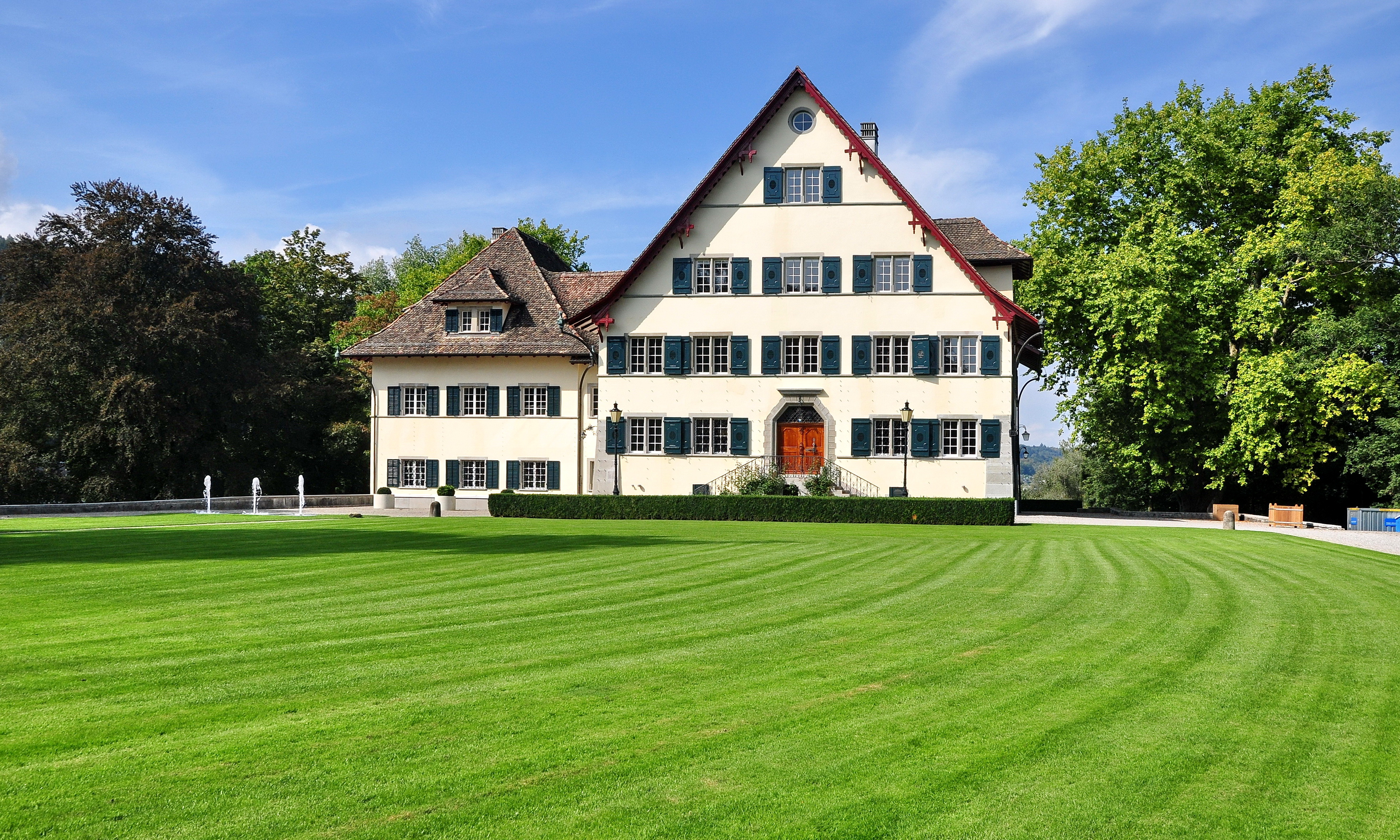
Hauptgebäude Landgut Bocken (2011)

## Kriegsfolgen
Die Landbevölkerung feierte zwar den militärischen Sieg über die Regierungstruppen, konnte aber keinen politischen Nutzen daraus ziehen. In einem zweiten Anlauf besetzten die zürcherischen und eidgenössischen Truppen die das Gebiet der Aufwiegler und inszenierten eine blutige Abrechnung.
Willi, Häberling und Schneebeli, die Anführer des Aufstandes, wurden in Zürich hingerichtet. Die Gemeinden, in denen Eidesverweigerungen vorkamen, wurden entwaffnet und mussten Zwangsabgaben leisten, und das Gesetz über den Loskauf der Zehnten und Grundzinse wurde unverändert durchgesetzt.

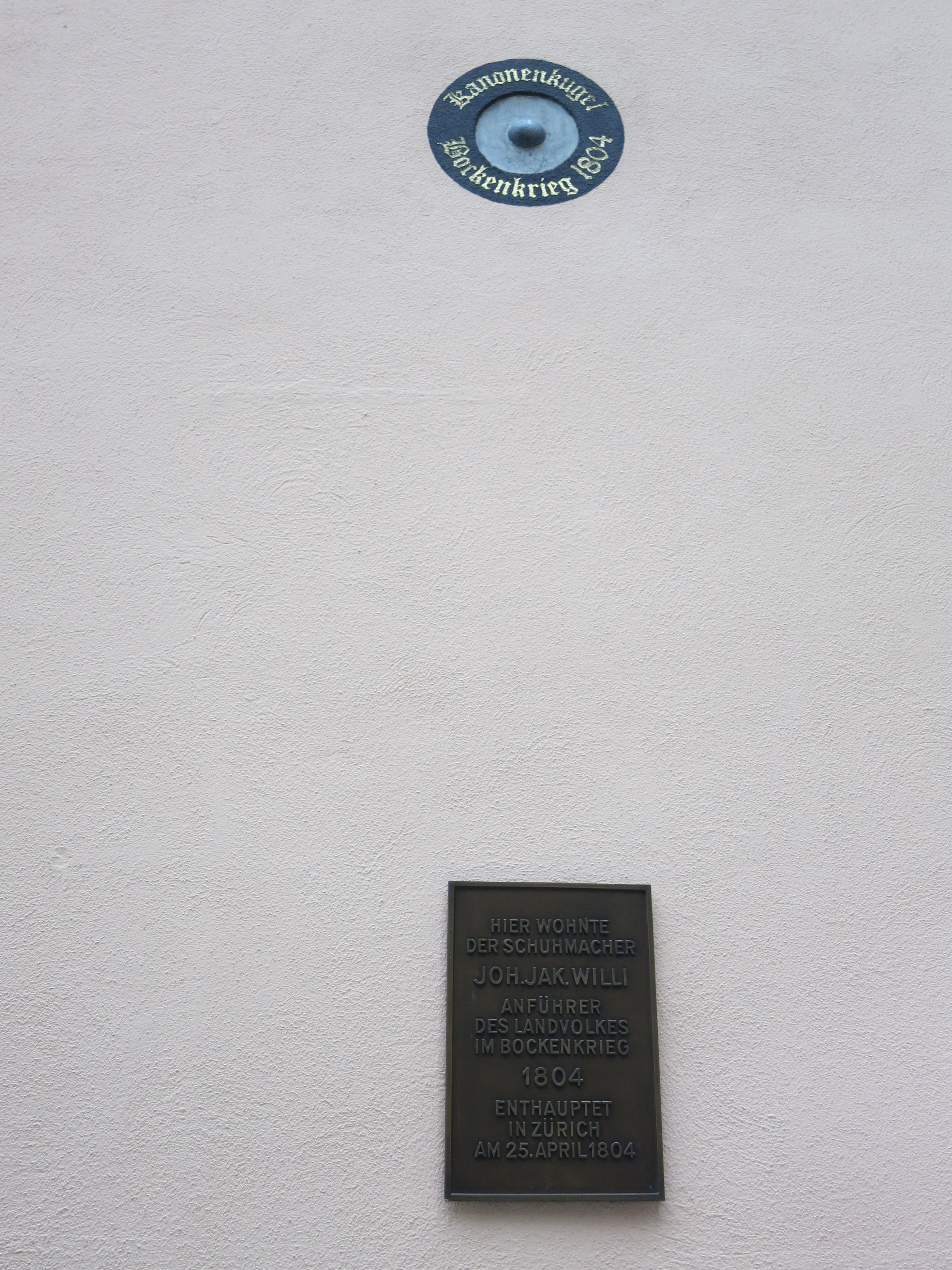
Kugel und Gedenktafel für Hans Jakob Willi in Horgen
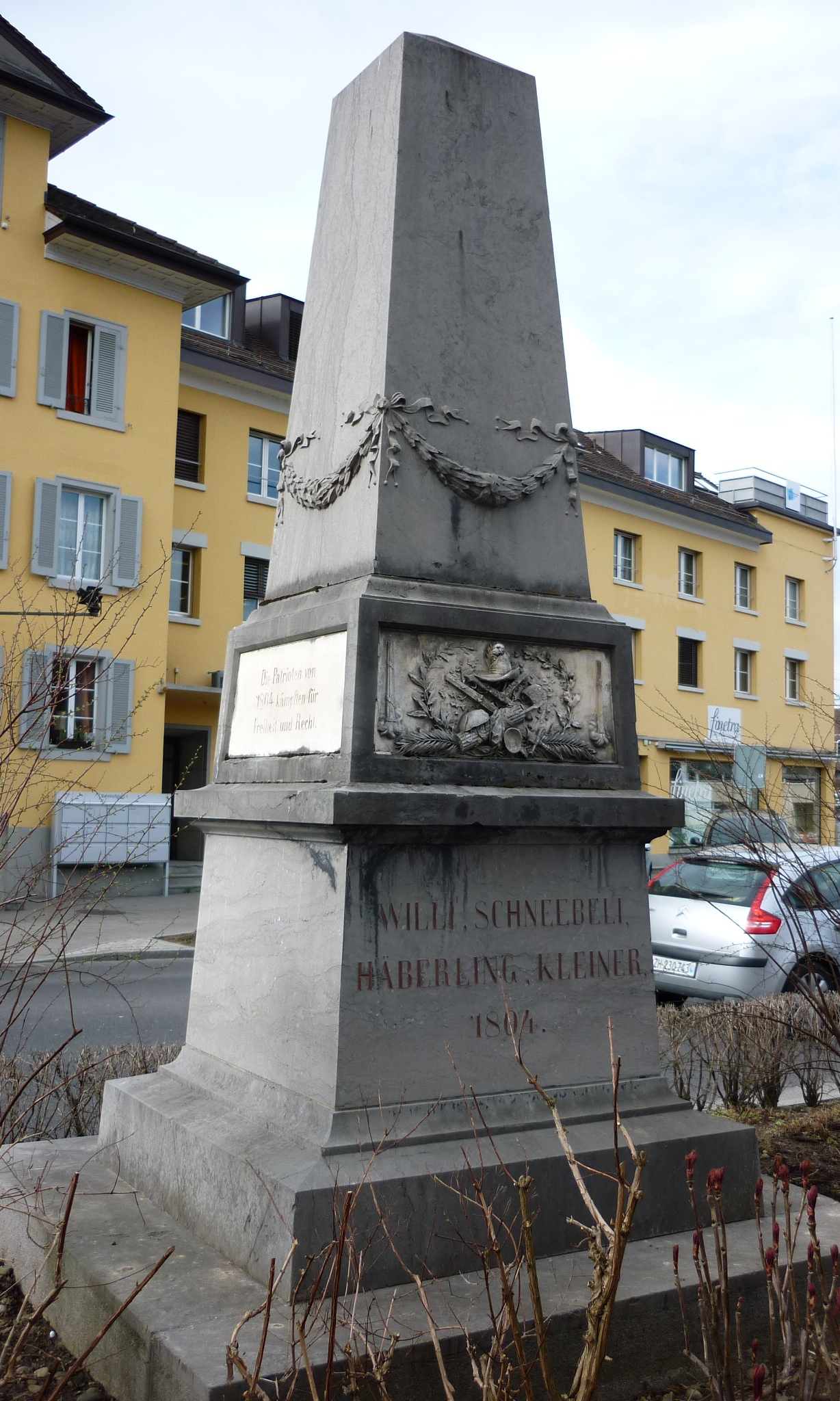
Bockenkrieg-Denkmal in Affoltern am Albis